# Patrick Baptiste
Patrick Baptiste – piłkarz z Turks i Caicos grający na pozycji pomocnika, reprezentant Turks i Caicos grający w reprezentacji w 1999 roku.
W reprezentacji narodowej, Baptiste rozegrał tylko jedno oficjalne spotkanie w ramach kwalifikacji do Pucharu Karaibów 1999. W meczu tym, reprezentacja Turks i Caicos zremisowała 2-2 z Wyspami Dziewiczymi Stanów Zjednoczonych. Baptiste był rezerwowym w tym meczu, jednak później wszedł za Lagneau Brumverta.
W 2000 roku wystąpił także w jednym nieoficjalnym spotkaniu reprezentacji.